# Astragalus xylobasis
Astragalus xylobasis är en ärtväxtart som beskrevs av Sensu Rawi. Astragalus xylobasis ingår i släktet vedlar, och familjen ärtväxter. Inga underarter finns listade i Catalogue of Life.